# Jussi Adler-Olsen
Carl Valdemar Jussi Henry Adler-Olsen, född 2 augusti 1950 i Köpenhamn, Danmark, är en dansk författare. Han debuterade i 40-årsåldern som författare och har främst skrivit thrillrar och kriminalromaner. Adler-Olsen har nått internationella framgångar med sin bokserie Avdelning Q, inledd 2007.

## Biografi
Adler-Olsen var den yngste i en barnaskara på fyra och den ende sonen i familjen. Hans far var psykiatriker.
Adler-Olsen studerade en mängd olika ämnen och hade många olika arbeten innan han på senare år blev författare på heltid. Bland annat arbetade han på förlag och som översättare av tecknade serier.
Han debuterade 1997 som skönlitterär författare, med thrillern Alfabethuset; historiken kretsar kring två nedskjutna brittiska piloter i andra världskrigets Tyskland. Därefter har han nått internationell framgång med romanserien omkring kriminalinspektör Carl Mørck och hans Avdelning Q vid polisen i Köpenhamn. De är hårdkokta kriminalromaner, med socialkritik av psykologiskt slag.

## Priser och utmärkelser
- De Gyldne Laurbær (Årets bästa bok enligt de danska bokhandlarna), 2011 – Journal 64.
- Glasnyckeln (Årets bästa skandinaviska kriminalroman), 2010 – Flaskepost fra P..
- Harald Mogensen Prize (Årets bästa danska kriminalroman), 2010 – Flaskepost fra P..
- Läsarnas Bokpris, 2010 – Flaskepost fra P..